# نيباليون غير مقيمين

علم نيبال

وفقًا لقانون النيباليون غير المقيمين في 2007 (بالنيبالية: गैर आवासीय नेपाली)، جير أويشا نيبالي) يعني ما يلي:
(أ) الشخص الذي يحمل جنسية نيبال حاليًا، والذي قد يكون قد حصل أو لم يحصل على جنسية بلد (دول) أخرى، والذي لا يقيم حاليًا في نيبال لأسباب مختلفة.
(ب) المواطن النيبالي السابق (भूतपूर्व नेपाली नागरिक/"بوتبوربا نيبالي ناجاريك") يعني الشخص الذي كان يحمل الجنسية النيبالية (بالميلاد أو حقوق النسب أو بأي وسيلة أخرى) ونقض (قانونيًا) جنسيته/جنسيتها النيبالية.
(ج) المواطن الأجنبي من أصل نيبالي (नेपाली मूलको विदेशी नागरिक/"نيبالي مولكو بيديشي ناجاريك") يعني الشخص الذي كان/كانت والده أو والدته أو جده أو جدته مواطنًا نيباليًا في أي وقت وكان لاحقًا حصل على جنسية أي دولة أجنبية أخرى غير دولة عضو في رابطة جنوب آسيا للتعاون الإقليمي (سارك).
(د) المواطن النيبالي المقيم في الخارج (आप्रवासी नेपाली/"أبراباشي نيبالي") يعني المواطن النيبالي الذي كان يقيم في أي بلد أجنبي لمدة عامين على الأقل عن طريق ممارسة أي مهنة أو مهنة أو عمل تجاري أو وظيفة باستثناء مواطن نيبالي مقيم في بلد أجنبي. دولة عضو في رابطة جنوب آسيا للتعاون الإقليمي أو تعمل في بعثة دبلوماسية أو قنصلية تقع في بلد أجنبي بموجب تكليف من حكومة نيبال.
(هـ) الشخص من أصل نيبالي هو شخص من أصل نيبالي أو من أصل نيبالي ولد أو ولد أسلافه في نيبال أو من دول أخرى من أصل نيبالي ولكنه ليس مواطنًا نيباليًا وهو مواطن من بلد آخر. قد يكون الشخص من أصل نيبالي مواطنًا في نيبال ومن ثم حصل على جنسية بلد آخر.
المصطلحات الأخرى التي تحمل نفس المعنى بشكل غامض هي النيبالي في الخارج، من أصل نيبالي، النيبالي المغترب. في الاستخدام الشائع، غالبًا ما يشمل هذا الأفراد المولودين في نيبال (وكذلك الأشخاص من الدول الأخرى من أصل نيبالي) الذين حصلوا على جنسية دول أخرى. غالبية النيباليين غير المقيمين يقيمون في الهند.
تأسست الرابطة النيبالية غير المقيمة في المؤتمر الذي عقد في الفترة من 11 إلى 14 أكتوبر 2003 في كاتماندو، نيبال. عُقد المؤتمر العالمي السابع لـ NRNA في أيام 14–17 أكتوبر 2017 في كاتماندو.
اللغات اللغة الأم لغير المقيم النيبالية هي النيبالية (خاس/ غوركالي)، نيبال باسة (نوار)، قيراط و ليمبوانية باسة، تاموان (غورونغ) وماغارية باسة، مايثلية وثاروية باسة، سودورباشيميلي خاس باسة.
أنشطة
النيبالي الغير مقيم يفتح فرصًا تجارية في نيبال من خلال الاستثمار في قطاعات مختلفة مثل البنوك والسياحة والفنادق والطاقة الكهرومائية وغيرها الكثير.

## شخصيات بارزة
- أمريتا أشاريا، ممثلة
- أنيش جيري، معجزة الشطرنج
- بالرام تشينراي، رجل أعمال
- بهاسكار ثابا، مهندس معماري أمريكي نيبالي
- شاندرا جيري
- دايا فايديا، ممثلة
- ديباك شيمخادا
- ديشن لاكمان، الممثلة الأسترالية
- ديبراساد بون، عسكري
- دونا ساركار
- درونا براكاش راسالي
- غوريكا سينغ، سباح
- هيمانت ميشرا
- جال شاه
- جيبا لاميشان، رجل أعمال، كاتب
- كيران شيتري، مراسل سي إن إن السابق
- مانجوشري ثابا، كاتب كندي
- بايال شاكيا ملكة جمال نيبال
- برابال غورونغ، مصمم أزياء
- رام براتاب ثابا، دبلوماسي نيبالي ألماني
- ريش مارهاتا، ممثل في صناعة السينما النيبالية
- شيش غالي، رجل أعمال
- شريا شاه كلورفين
- صوفيا شاه، دنماركية
- سودارشان جوتام
- شيام أوبددايا
- أبندرا ماهاتو، رجل أعمال

## روابط خارجية
- الرابطة النيبالية غير المقيمة
- قانون النيباليين غير المقيمين لعام 2007
- أنا نيبالي/ة غير مقيم/ة